# Zomer (Van Logteren)
Zomer is een beeld dat tentoongesteld wordt in de Rijksmuseumtuinen, Amsterdam onder inventarisatienummer BK-NM-8673.
De zomer wordt hier weergegeven door een staande vrouwenfiguur. Zij staat met een gestrekt linkerbeen met platte voet op plint. Het rechterbeen is enigszins gebogen; de voet gaat grotendeel schuil achter hangende kleding. De rechterhand houdt de kleding vast, de linker onderarm ontbreekt, maar zou origineel een korenschoof hebben vastgehouden, het symbool van Ceres, oogst. De vrouw draagt kleding, op haar plaats gehouden door een sierknoop op de rechterschouder, die de linkerborst vrijlaat. De vrouw met golvend haar kijkt naar rechts.
Het beeld is gemaakt door (het atelier van) Ignatius van Logteren, die ook Herfst gemaakt heeft. Het beeld werd in 1888 door Sophia Adriana de Bruijn, kunstverzamelaar, geschonken aan het Rijksmuseum, aldus bijgeplaatst bordje. Het beeld van 335 kilogram Bentheimer zandsteen staat op een grondvlak van 51,5 bij 39,5 centimeter.